# Fremdingen
Fremdingen là một đô thị ở huyện Donau-Ries trong bang Bayern nước Đức. Đô thị Fremdingen có diện tích 50,07 km².